# Stefan Stuckmann
Stefan Stuckmann (* 1982 in Kleve) ist ein deutscher Autor und Showrunner.

## Leben und Wirken
Stefan Stuckmann studierte ab 2003 Kreatives Schreiben und Kulturjournalismus an der Universität Hildesheim. Seit 2004 arbeitet er als Comedy- und Serien-Autor unter anderem für die Freitag Nacht News, Kroymann und die heute-show. Er war Mitbegründer des Glück & Schiller Verlags in Hildesheim. Von 2007 bis 2011 arbeitete er als Autor für Switch Reloaded, wo er unter anderem die Stromberg-Parodie „Obersalzberg“ erfand. 2008 wurde er mit dem Team von Switch Reloaded mit dem Deutschen Fernsehpreis ausgezeichnet. Von 2011 bis 2014 schrieb er außerdem eine wöchentliche Kolumne beim Tagesspiegel. Für die dritte Staffel der Satire-Show Kroymann arbeitete Stuckmann gemeinsam mit Sebastian Colley als Headwriter. Für ZDFneo und ZDF entwickelte Stuckmann die Polit-Satire Eichwald, MdB (2015, 2019), für die er auch als Showrunner tätig war. 2018 war Stuckmann als Stipendiat der Villa Aurora für drei Monate in Los Angeles. Stefan Stuckmann lebt in Berlin.

## Filmografie (Auswahl)
- 2004: Was guckst du?!
- 2008: Switch reloaded (Autor bei elf Folgen, 2007 bis 2008)
- 2009: Kesslers Knigge
- 2009: heute-show
- 2015: Eichwald, MdB
- 2018: Kroymann

## Veröffentlichungen
- Cedric zu Guttenberg: Vorerst Praktikant, 2013. ISBN 978-3-00-040849-6.

## Auszeichnungen
- Deutscher Fernsehpreis 2008 als Mitglied des Autorenteams von Switch Reloaded
- Deutscher Comedypreis 2008 als Mitglied des Autorenteams von Switch Reloaded